# Mariana Vicente
Mariana Paola Vicente Morales (San Juan, 8 gennaio 1989) è una modella portoricana, incoronata Miss Universo Porto Rico 2010 il 12 novembre 2009, in qualità di Miss Río Grande 2010 a San Juan, dove ha vinto anche numerosi altri titoli: L'Bel Face, JcPenney's Style Award, Holsum Light Best Figure e Payless Best Catwalk.
Il 23 agosto 2010 ha rappresentato il Porto Rico a Miss Universo 2010 a Las Vegas, dove è riuscita a classificarsi fra le prime dieci classificate del concorso.
In passato Mariana Vicente, che è la più grande di quattro figli, aveva già avuto esperienze come modella ed aveva anche partecipato al prestigioso concorso di bellezza "La Cara de Imagen L'Oreal" 2005. Al momento dell'incoronazione, la Vicente era una studentessa presso l'università di Porto Rico